# Yudai Tanaka (fodboldspiller, født 1995)
 For alternative betydninger, se Yudai Tanaka. (Se også artikler, som begynder med Yudai Tanaka)
Yudai Tanaka (født 17. november 1995) er en japansk fodboldspiller, som spiller for den japanske fodboldklub SC Sagamihara.